# かみたん
かみたんとは、日本のマスコットキャラクターで、栃木県河内郡上三川町（かみのかわまち）のキャラクターである。

## 概要
町の鳥である「しらさぎ」をモチーフとしたキャラクターで、体には、町を流れる「鬼怒川・田川・江川」の3つの川、町の花である「夕顔」、町の名産品の「かんぴょう」の実が描かれている。

## プロフィール
- 名前　かみたん[2]
- 生年月日　ひ・み・つ[1]
- 身長　かんぴょう3個分？
- 体重　ひ・み・つ
- 性別　おとこのこ
- 好きなこと　写真を撮ってもらうこと
- 趣味　空を飛ぶ練習
- 将来の夢　空を飛ぶこと
- 好きな食べ物　かみのかわ黒チャーハン

## 歴史
- 2011年 
  - 12月16日　公募[3]により、上三川町マスコットキャラクターのデザインが決定[4]、同時にキャラクターの名前が「かみたん」に決定する
- 2012年 
  - 1月5日 マスコットキャラクターデザインの初披露（上三川町内開催「新春のつどい」）
  - 7月28日 着ぐるみの披露（第17回夕顔サマーフェスティバル[5]）
- 2013年 
  - 11月24日　「ゆるキャラグランプリ2013」にエントリーし、ご当地ゆるキャラランキング696位[6]（総合ゆるキャラランキング795位[7]）という成績
- 2014年
  - 3月6日 Facebookを始める[8]
  - 5月28日 この日放映されたくりぃむクイズ ミラクル9（テレビ朝日系列）の「お前と勝負だ![9]」コーナーにおいて、問題ジャンル「ゆるキャラ」の「3つの『ゆるキャラ®』共通する都道府県は？」という問題に、はがまるくん、与一くんと共に出演